# Madaba
Madaba (arab. مادبا, biblijna Medeba) – miasto w północno-zachodniej Jordanii, w oazie na płaskowyżu, na południowy zachód od Ammanu, stolica muhafazy Madaby. 
- Liczba mieszkańców: 94 606.

## Historia
- 165 p.n.e. – miasto pod panowaniem Ammonitów
- ok. 120 p.n.e. – kontrolę nad miastem przejął król Judei Jan Hirkan I;
- 106 p.n.e. – zdobyta przez Rzymian;
- V wiek – ustanowienie biskupstwa i początek rozkwitu miasta. Do VI wieku w mieście zostało zbudowanych wiele kościołów zdobionych mozaikami;
- VII wiek – podbicie miasta przez Arabów;
- 747 – w wyniku trzęsienia ziemi miasto zostało zniszczone i opuszczone;
- koniec XIX wieku - w mieście osiedla się ok. 2000 osób;

## Zabytki miasta
- mapa mozaikowa z Madaby - mozaikowa mapa Palestyny i Dolnego Egiptu pochodząca z VI wieku na posadzce prawosławnej bazyliki św. Jerzego. Pierwotny rozmiar mapy jest szacowany na 6 metrów szerokości i 15[1] lub 16[2] lub nawet 25[1] metrów długości.Zachowany fragment mapy obejmuje obszar od Libanu na północy do delty Nilu na południu. Wewnątrz kościoła znajdują się również ikony przedstawiające m.in. św. Jerzego zabijającego smoka.
- kościół św. Apostołów, w którym w 1902 roku również odkryto wiele mozaik, eksponowanych w specjalnie wybudowanej hali przy kościele;
- pozostałości grobowców z I w. p.n.e.,
- ruiny budowli rzymskich oraz bizantyjskich.